# 욘더
《욘더》(영어: Yonder)는 TVING에서 2022년 10월부터 방영된 대한민국의 공상 과학 드라마이다. 영화 감독 이준익의 TV 드라마 데뷔작이다.